# Blackbraid
Blackbraid est un projet de black metal américain originaire des montagnes Adirondacks, formé en 2022. Le projet est le fruit d'une initiative personnelle de son créateur, Jon Krieger. Krieger est amérindien et est également connu sous son pseudonyme Sgah'gahsowáh, un nom mohawk signifiant « le faucon sorcier ».

## Histoire

### Formation etBlackbraid I
La formation de Blackbraid a été annoncée pour la première fois le 7 février 2022. Krieger était alors un musicien de longue date et avait déjà été impliqué de manière informelle dans les projets de ses amis, mais Blackbraid est à la fois son premier projet sérieux et son premier projet solo.
Blackbraid fait partie de la scène black metal indigène en pleine croissance aux États-Unis. Le premier single du projet, « Barefoot Ghost Dance on Blood Soaked Soil », est sorti peu de temps après, le 13 février 2022. Les paroles de la chanson font allusion à des événements historiques tels que le massacre de Wounded Knee, qui s'est déroulé en 1890 dans le Dakota du Sud, et les manifestations plus récentes contre le pipeline Dakota Access en 2016. Un deuxième single, « The River of Time Flows Through Me », est sorti le 16 mars 2022 et traite du temps qui passe. Le premier album de Blackbraid, Blackbraid I, est sorti le 26 août 2022. Krieger, qui est multi-instrumentiste, a écrit et enregistré l'intégralité de l'album, à l'exception de la batterie, qui a été enregistrée par son ami Neil Schneider. Schneider a également enregistré, mixé et masterisé Blackbraid I. La pochette a été réalisée par Adrian Baxter.
L'album mélange le black metal conventionnel avec des éléments de musique indigène traditionnelle, comme la flûte amérindienne, ainsi que des interludes acoustiques. Il a été salué par la critique et figure sur la liste des meilleurs albums de métal de 2022 du magazine américain Rolling Stone , sur la liste des meilleurs albums de métal underground de 2022 de Metal Injection, et sur la liste des 40 meilleurs albums de 2022 du magazine Decibel. Après sa sortie indépendante sur Bandcamp, il a atteint la première place du classement métal du site et s'est classé à la deuxième place tous genres confondus, en plus d'être nommé l'une des meilleures sorties métal du site en août 2022.

### Blackbraid II
Blackbraid a annoncé sa première tournée au printemps 2023, dans le cadre du Decibel Magazine Tour (présenté par Metal Blade Records), en accompagnement des groupes Dark Funeral, Cattle Decapitation et 200 Stab Wounds. Il s'est également produit aux festivals du Hellfest 2023 et Copenhell 2023,.
Krieger a déclaré qu'un deuxième album sortirait en 2023, et qu'il serait « une extension du son [qu'il] a développé dans le premier album » et dans lequel il prévoit d'incorporer davantage d'instrumentation native américaine. En avril 2023, il a été annoncé que le deuxième album du groupe, Blackbraid II, sortirait le 7 juillet.
Blackbraid II est sorti le 7 juillet et a reçu de nouveaux éloges, de nombreux critiques le considérant comme une amélioration par rapport à son prédécesseur.

## Influences
Musicalement, Krieger a cité comme influences les groupes Dissection, Gorgoroth, Satyricon, Opeth, Enslaved, Wolves in the Throne Room, Panopticon, Immortal, Bathory et Mayhem,,.
Concernant les paroles, Krieger traite principalement des thèmes de l’histoire des Autochtones d'Amérique et de leur lien avec la nature. Blackbraid I contient des paroles faisant référence au génocide des peuples autochtones. Ainsi, à propos du morceau « Barefoot Ghost Dance on Blood Soaked Soil », Krieger a déclaré : « Cette chanson parle de la souffrance et du génocide de mon peuple sur tous ces continents, et de notre résistance à cela. Je pense que, dans ma tête, j'écrivais vaguement sur le massacre de Wounded Knee quand j'ai commencé, mais cela a rapidement évolué vers quelque chose de beaucoup plus large. C'est clairement une chanson de guerre. »  La pochette du single présente une photo datant de 1908 prise par le photographe américain Edward Curtis et intitulée « Sun dance pledgers--Cheyenne ». Krieger a également utilisé d'autres photographies de Curtis sur des produits dérivés du groupe, notamment « Kutenai Duck Hunter » et « Atsina Warrior »,.
Cependant, Krieger a également été clair sur le fait que Blackbraid est avant tout un exutoire émotionnel pour lui : « Je pense que la musique peut être une arme puissante, peu importe la façon dont elle est utilisée. Évidemment, j'aimerais voir des progrès vers la décolonisation, mais quand il s'agit de Blackbraid, le projet est en grande partie juste un exutoire pour mes propres émotions et n'est pas du tout orienté politiquement. »  Lorsqu'on lui a demandé s'il voyait Blackbraid comme une résistance contre les mouvances d'extrême droite dans le black metal, il a déclaré : « Évidemment, je déteste les nazis et je les considère comme les plus grands lâches de la Terre, je botterais volontiers le cul d'un nazi n'importe quand, mais je ne vais pas laisser le fait qu'ils jouent de la musique ruiner mon envie de faire du black metal. »  La musique de Blackbraid est « anti-chrétienne par nature », mais « ne parle pas vraiment de Satan ».
Krieger considère Blackbraid comme un projet qui peut aider les auditeurs à renouer avec la nature et les aider à explorer leur relation avec elle : « Certains peuples autochtones pensent que la nature nous appartient, mais je pense qu'elle appartient à tout le monde, même si les Américains autochtones semblent vraiment y être plus connectés... Et il ne faut pas grand-chose pour apprécier la nature. Il suffit d'ouvrir les yeux. Vous êtes déjà connecté ; vous ignorez simplement cette connexion. Je pense qu'avec Blackbraid, c'est vraiment ce que je veux que la musique fasse. Je n'ai pas vraiment besoin d'éduquer les gens parce qu'ils savent déjà que c'est là ; ils ont juste oublié, et je veux que Blackbraid réveille en quelque sorte des choses auxquelles ils ne pensent peut-être pas tous les jours. »

## Discographie
- Blackbraid I (2022)
- Blackbraid II (2023)